# Tatiana Marinenko
Tatiana Savelyevna Marinenko (en ruso: Татьяна Савельевна Мариненко; 25 de enero de 1920 – 2 de agosto de 1942) fue una partisana soviética y oficial de inteligencia de la NKVD durante la Segunda Guerra Mundial. Fue asesinada después de ser capturada y torturada por los alemanes en 1942, el 8 de mayo de 1965, varios años después del fin de la guerra fue declarada póstumamente Héroe de la Unión Soviética.

## Biografía
Tatiana Marinenko nació el 25 de enero de 1920, en el seno de una familia de campesinos de origen bielorruso en la pequeña localidad rural de Sukhoi Bor en lo que ahora es el raión de Polotsk en el óblast de Vítebsk, actual Bielorrusia. Después de completar la escuela secundaria, ingresó en la Escuela Pedagógica de Polotsk, donde se graduó en 1939, poco antes de la invasión alemana de la Unión Soviética. Trabajó como maestra en una escuela secundaria en el pueblo de Zelenka en Polotsk y fue miembro del Komsomol.
Cuando los alemanes invadieron y ocuparon Polotsk comenzó a trabajar como oficial de enlace y explorador de reconocimiento de la brigada partisana Elusive que operaba en la zona de Vítebsk en la Bielorrusia ocupada por los alemanes. Bajo el seudónimo de «Василёк» (Aciano), transmitió información sobre la ubicación de las guarniciones y tropas del Eje y movimientos de tropas alemanas al Comando del Ejército Rojo. Gracias a la información que recopiló los partisanos llevaron a cabo numerosas operaciones militares.
Marinenko fue denunciada por un traidor de su unidad que informó a los alemanes de sus actividades. El 2 de agosto de 1942, ella y su hermano de 14 años, también partisano, fueron fusilados por el Eje después de tres días de interrogatorios y torturas junto a otros 106 aldeanos que formaban parte de la resistencia. Fue enterrada en el pueblo de Zharci, en el raión de Polotsk.

## Condecoraciones y reconocimientos

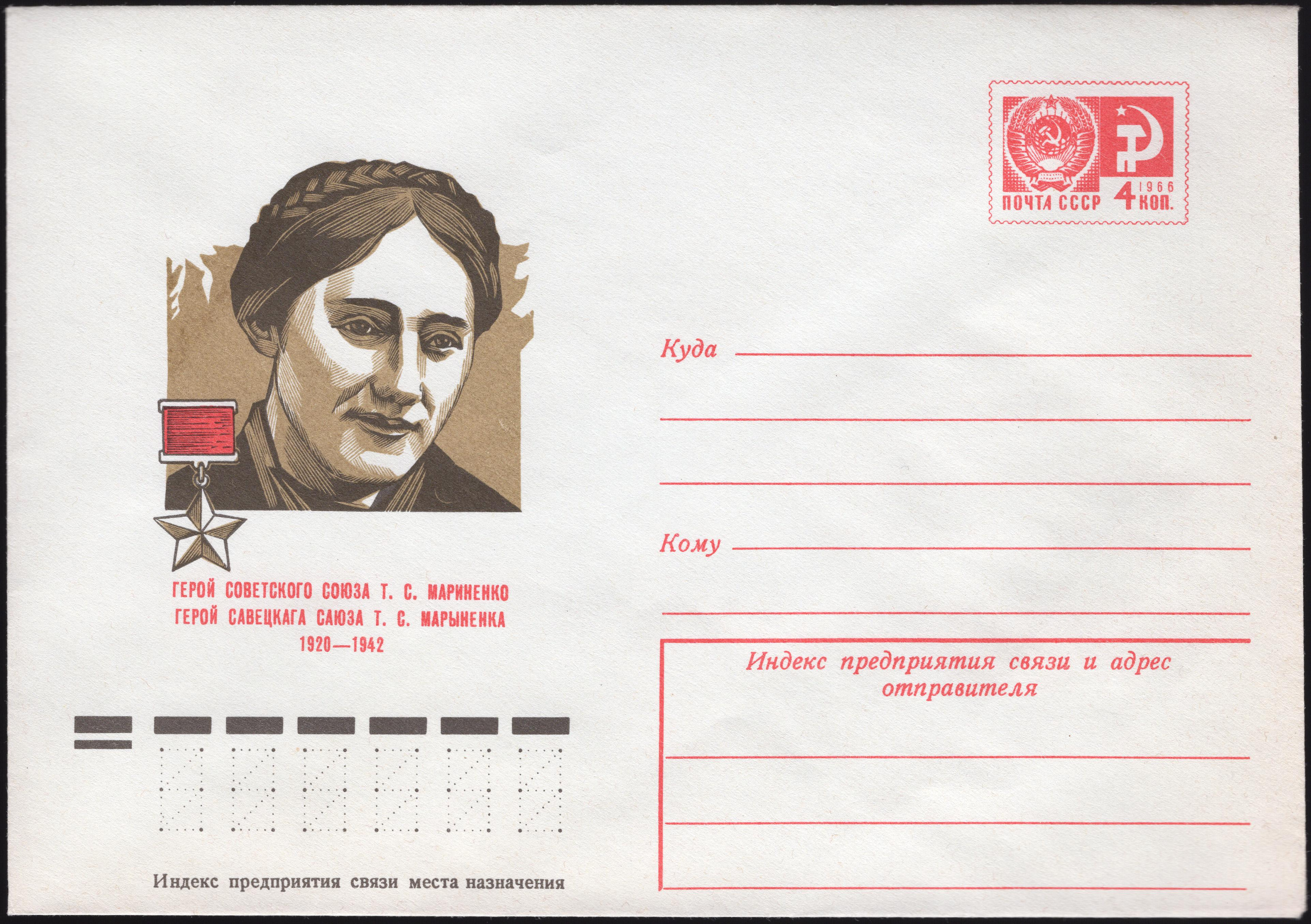
Sobre soviético ilustrado de 1975 en honor a Tatiana Marinenko

Marinenko no recibió el título de Héroe de la Unión Soviética hasta 1965 con motivo del vigésimo aniversario del final de la guerra, cuando el Presídium del Sóviet Supremo de la URRS otorgó dicho título a los partisanos y soldados muertos en combate cuyas hazañas no se habían hecho públicas hasta después de la guerra. Su retrato se instaló en un museo en Bielorrusia con una placa que la describe como la «Zoya bielorrusa» y describe su hazaña como la de Zoya Kosmodemiánskaya, quien fue una de las heroínas más veneradas de la Unión Soviética durante la Gran Guerra Patria. Se instaló un monumento a Marinenko (en la foto) en Pólotsk, además varias escuelas fueron nombradas en su honor.